# Anthology (B-Sides & Unreleased)
Pour les articles homonymes, voir Anthology.
Albums de AZ
Final Call (The Lost Tapes)
(2008) Legendary
(2009)

Anthology (B-Sides & Unreleased) est une compilation d'AZ, sortie le 18 novembre 2008.
Cet album comprend des faces B, des remixes et des morceaux inédits enregistrés entre 1995 et 2008.

## Liste des titres
| No  | Titre                                    | Contient un (des) sample(s) de                       | Durée |
| --- | ---------------------------------------- | ---------------------------------------------------- | ----- |
| 1.  | Burglar Rap (Intro)                      |                                                      | 1:19  |
| 2.  | Nothin' Changed (featuring Trav)         |                                                      | 3:18  |
| 3.  | Never Change                             |                                                      | 4:27  |
| 4.  | Grammy RMX (The Essence) (featuring Nas) | Piece of My Love de Guy                              | 3:44  |
| 5.  | City of God                              |                                                      | 4:16  |
| 6.  | Knowledge Is Freedom (featuring Cassidy) | I Can Sing a Rainbow/Love Is Blue des Dells          | 3:09  |
| 7.  | I Am AZ                                  |                                                      | 1:47  |
| 8.  | Serious (featuring Nas)                  |                                                      | 2:15  |
| 9.  | Sit Em' Back Slow (featuring M.O.P.)     |                                                      | 3:47  |
| 10. | Sucker M.C.'s (featuring Heavy D)        |                                                      | 3:38  |
| 11. | Problems RMX                             | Life's a Bitch de Nas featuring AZ et Olu Dara       | 4:20  |
| 12. | Baby Come Home (featuring Monifa)        |                                                      | 4:19  |
| 13. | Keep Loving U (featuring Dave Hollister) |                                                      | 3:44  |
| 14. | No Strings Attached                      |                                                      | 4:29  |
| 15. | Games                                    |                                                      | 3:50  |
| 16. | You Know (featuring Rell)                |                                                      | 4:05  |
| 17. | Body Rock (featuring Twista)             | Big Poppa de The Notorious B.I.G. Body Rock de Dwele | 3:24  |
| 18. | A Game (featuring Consequence)           |                                                      | 3:37  |
| 19. | Bodies Gotta Get Caught                  |                                                      | 3:21  |
| 20. | The Good Life (featuring Mack 10)        |                                                      | 3:41  |
| 21. | This Is What I Do                        |                                                      | 3:21  |